# Cratere Leza
Leza è un cratere sulla superficie di Rea.